# Тучапы (Львовская область)
Тучапы (укр. Тучапи) — село в Городокской городской общине Львовского района Львовской области Украины.
Население по переписи 2001 года составляло 492 человека. Занимает площадь 11,07 км². Почтовый индекс — 81521. Телефонный код — 3231.